# Landelijke Vegetatie Databank
De Landelijke Vegetatie Databank (afgekort LVD) is een gegevensbestand over de plantengroei in Nederland. In dit archief zijn ongeveer 500.000 recente en historische vegetatiebeschrijvingen, zogenaamde vegetatieopnamen, in geautomatiseerde vorm bijeengebracht. De gegevens weerspiegelen ruim vijfenzeventig jaar vegetatiekundig veldonderzoek en hebben betrekking op de gehele verscheidenheid van begroeiingstypen. Ze omvatten zowel aquatische als terrestrische begroeiingen, goed ontwikkelde plantengemeenschappen maar ook verarmde gemeenschappen. De waarnemingen betreffen zowel het cultuurlandschap als de halfnatuurlijke en natuurlijke landschappen, en ze bieden een omvattend beeld van de vegetatie in alle delen van het land.
Een toelichting over achtergronden, inventaris en toepassingen van de Landelijke Vegetatie Databank is vervat in de publicatie Schatten voor de natuur.